# Jason Campbell
Pour les articles homonymes, voir Jason Campbell (hockey sur glace) et Campbell.
(en) Statistiques sur pro-football-reference
Jason Campbell, né le 31 décembre 1981 à Laurel, est un joueur américain de football américain.
Quarterback, il a joué pour les Redskins de Washington (2005–2009), les Raiders d'Oakland (2010–2011), les Bears de Chicago (2012) et les Browns de Cleveland (depuis 2013).